# Eupithecia silenata
Eupithecia silenata ist ein Schmetterling (Nachtfalter) aus der Familie der Spanner (Geometridae). Der wissenschaftliche Name der Art leitet sich von den Futterpflanzen der Raupe, den Leimkräutern (lateinisch silene), ab. Der deutsche Name Taubenkropf-Blütenspanner wird nur selten verwendet, um Verwechslungen mit dem Geschmückten Taubenkropf-Blütenspanner (Eupithecia venosata) zu vermeiden.

## Merkmale

### Falter
Die Flügelspannweite der Falter beträgt 17 bis 21 Millimeter. Die Grundfarbe der Vorderflügel ist überwiegend grau bis bräunlich. Der Außenrandbereich ist dunkler braun und von einer weißen Wellenlinie durchzogen. Daran schließt sich eine etwas hellere Binde an, die in der Nähe des Vorderrandes einen Knick aufweist. Der schwarze Mittelfleck ist groß, rund und deutlich. Die graubraunen Hinterflügel sind in Richtung des Wurzelfeldes aufgehellt und zeigen einen kleinen, länglichen Mittelfleck.

### Ei
Das Ei ist weißlich und matt glänzend. Eine Polseite ist stärker, die andere weniger gewölbt. Auf der Schalenoberfläche befinden sich gering vertiefte, undeutliche Grübchen mit sehr flachen Begrenzungsleisten.

### Raupe
Die Raupen sind weißlich, grünlich oder gelbbraun. Rücken- und Nebenrückenlinien sind dunkel und zuweilen unterbrochen.

### Puppe
Die gelbbraune Puppe hat einen kegelförmigen Kremaster, der mit zwei stärkeren und sechs schwächeren Hakenborsten bestückt ist.

### Ähnliche Arten
Der Lärchen-Blütenspanner (Eupithecia laricata) ist in der Regel kontrastärmer gezeichnet und hat schmalere Flügel. Die helle Binde auf den Vorderflügeln ist meist schmaler.
Wie bei vielen Blütenspanner-Arten sollte eine zuverlässige Bestimmung durch Spezialisten erfolgen, und auch eine genitalmorphologische Untersuchung ist anzuraten.

## Geographische Verbreitung und Vorkommen
Eupithecia silenata kommt in gebirgigen Gebieten Zentral- und Südeuropas, im Osten bis zum Riesengebirge sowie im Kaukasus vor. In den Alpen und den Pyrenäen ist sie bis 2300 Meter über NN anzutreffen. Die Art ist vorzugsweise an Berghängen und auf Bergwiesen zu finden.

## Lebensweise
Die Falter sind nachtaktiv und fliegen in einer Generation von Mai bis Juni. Sie erscheinen in beiden Geschlechtern an künstlichen Lichtquellen. Die Raupen leben von Juli bis September und ernähren sich von den Blüten und Früchten des Taubenkropf-Leimkrauts (Silene vulgaris), gelegentlich auch von deren Blättern. Die Puppen überwintern.

## Gefährdung
In Deutschland ist Eupithecia silenata nur in wenigen Regionen anzutreffen und wird auf der Roten Liste gefährdeter Arten in Kategorie 2 (stark gefährdet) geführt.